# Živko Radišić
 (février 2025).
Živko Radišić (serbe en écriture cyrillique : Живко Радишић), né le 15 août 1937 à Prijedor (royaume de Yougoslavie) et mort le 5 septembre 2021 à Banja Luka (Bosnie-Herzégovine), est un homme politique serbe de Bosnie et ancien président de la présidence de la Bosnie-Herzégovine.

## Biographie
Živko Radišić a obtenu son diplôme en 1964 à la Faculté de sciences politiques de l'université de Sarajevo. De 1977 à 1982, il a été maire de Banja Luka, la deuxième plus grande ville de Bosnie. De 1982 à 1985, il a dirigé le ministère de la Défense de la république socialiste de Bosnie-Herzégovine. En 1996, il est devenu membre fondateur du Parti socialiste de la république serbe de Bosnie. 
Živko Radišić a été élu membre des Serbes de Bosnie à la présidence de la Bosnie-Herzégovine en septembre 1998, battant le président sortant Momčilo Krajišnik par 45 000 voix. Il a présidé la présidence de la Bosnie-Herzégovine de 1998-1999 et de 2000-2001. 